# (39799) Hadano
(39799) Hadano est un astéroïde de la ceinture principale.

## Description
(39799) Hadano est un astéroïde de la ceinture principale. Il fut découvert le 23 octobre 1997 à Hadano par Atsuo Asami. Il présente une orbite caractérisée par un demi-grand axe de 2,18 UA, une excentricité de 0,19 et une inclinaison de 3,8° par rapport à l'écliptique.

## Compléments